# Акрамиты
Акрами́ты (акрамисты, акромиты, акромисты) (узб. Akromiylar, Акромийлар) — последователи Акрама Юлдашева. Акрамиты стали широко известны после восстания в узбекистанском городе Андижан в мае 2005 года.

## Этимология названия
На официальном уровне последователей Акрама Юлдашева именуют акрамитами (акрамистами). По словам самих акрамитов, этот термин придуман властями, чтобы обвинить последователей течения в создании нового «мазхаба», тогда как они являются приверженцами ханафитского мазхаба и называют себя биродар («братья», узб. Birodar от перс. برادر‎ — брат).

## История возникновения организации
В 1992 году учитель математики из Андижана 28-летний Акрам Юлдашев, бывший членом подпольной организации «Хизб ут-Тахрир», вышел из этой организации и написал трактат философского характера «Путь к вере» (узб. Imonga yoʻl). В своем произведении он в основном рассуждал о нравственном совершенствовании мусульманина. Круг единомышленников, сформировавшийся вокруг Акрама Юлдашева, впоследствии стали называть акрамитами.
В своих проповедях Юлдашев попытался доказать, что ислам может гарантировать достойные условия жизни для всех мусульман. Предприниматели, ставшие последователями Акрама Юлдашева, стали создавать на своих предприятиях широкую сеть социальных гарантий для рабочих — оплачивать лечение в случае заболевания работника, установили зарплату не ниже прожиточного минимума и т. п. Популярность у населения идей акрамитов вызвало у властей беспокойство.
Акрам Юлдашев был первоначально арестован в 1998 году, но 6 января 1999 года он был амнистирован и освобождён. После событий 16 февраля 1999 года в Ташкенте 17 февраля 1999 года Акрам Юлдашев был снова задержан и лишен свободы сроком на 17 лет по обвинению в участии в терактах.
Первоначально сторонники арестованных акрамитов организовывали мирные демонстрации, с требованием отпустить задержанных, но впоследствии, поняв бесперспективность таких действий, стали готовить вооружённое выступление. По мнению как официальных властей Узбекистана, так и независимых наблюдателей выступление акрамитов было тщательно организовано. Первоначальные мирные митинги быстро переросли в организованные вооружённые выступления. Восставшие разгромили воинскую часть, захватив там оружие, а потом взяли штурмом городскую тюрьму Андижана, убив охранников, и освободили своих сторонников. Центральные власти Узбекистана восстание жестоко подавили.
По мнению бывшего муфтия Узбекистана Мухаммада Садыка Мухаммада Юсуфа: «До андижанской трагедии акрамисты действительно не вмешивались в политику. Другое дело, что их учение — ересь. Так, например, они считают необязательным для мусульманина молиться пять раз в день и соблюдать пост в месяц Рамадан».

## Религиозное учение
По словам узбекского бизнесмена Хатама Хаджиматова, который был в тесных контактах с последователями Акрама Юлдашева, идеология акрамитов была «чем-то средним между исламом и коммунизмом». Идеология акрамитов исключала насилие, а изменение общества они планировали осуществлять постепенно, вербуя новых последователей и преображая их личности. Акрамиты не производили впечатление глубоко верующих людей: халатно относились к совершению пятикратного намаза, не держали обязательный пост в месяц Рамадан, не совершали хадж и не отпускали бороды. Эти предписания считались необязательными.
- Путь к вере (узб. Imonga yoʻl, Имонга йўл) — основной трактат Акрама Юлдашева, который, по мнению исламоведа А. А. Игнатенко, очень напоминает существовавший в СССР школьный курс по «Обществоведению», в который вкраплены немногочисленные цитаты из Корана. И это не удивительно, ведь Юлдашев получил образование в Андижанском институте хлопководства, где интересовался обществоведением, историей и литературой, а затем преподавал в школе математику, физику и замещал учителя по обществоведению. Тезисы Юлдашева иногда подкрепляются аятами Корана, а если таковых не находится — автор обходится без них[5].
- Комментарий к суре «ас-Сафф» — написан Юлдашевым в узбекистанской тюрьме в марте 2005 года, незадолго до андижанских событий. Содержит «неприкрытые призывы к джихаду»[5].